# ワグネリアン (競走馬)
ワグネリアン（欧字名:Wagnerian、2015年2月10日 - 2022年1月5日）は、日本の競走馬。2018年の東京優駿（日本ダービー）で不利とされる外枠から先行策を取って優勝を果たし、騎乗した福永祐一にダービージョッキーの称号をもたらした。
現役競走馬のまま死亡した。ダービー優勝馬が現役中に死亡するのは史上5頭目である。

## 生涯

### デビューまで

#### 誕生までの経緯

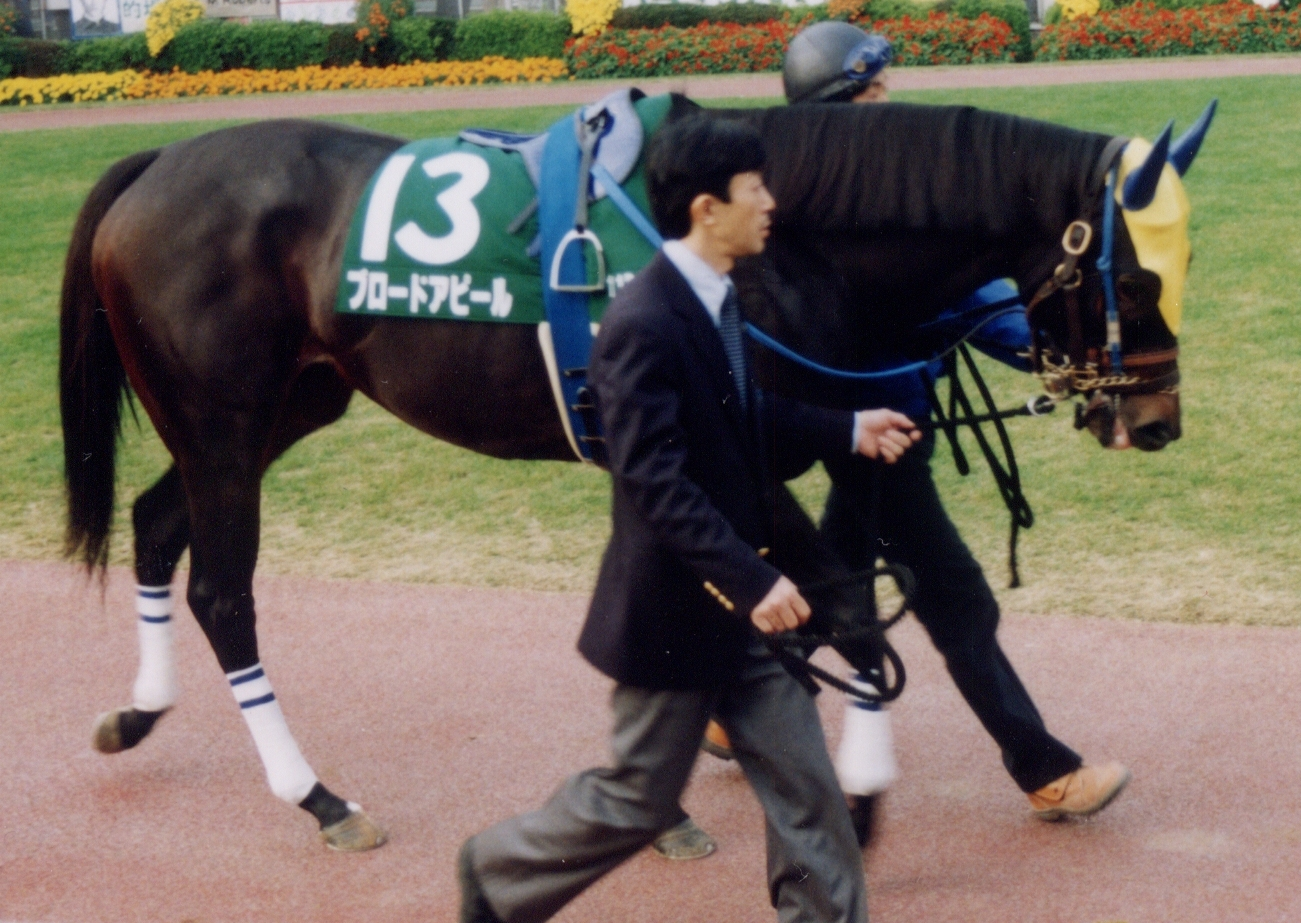
ブロードアピール

ブロードアピールは、2000年代前半に芝とダートの重賞を6勝した牝馬である。競走馬としては金子真人が所有していた。引退後は、金子の手からを離れてノーザンファーム関連会社が所有し、北海道早来町のノーザンファームで繁殖牝馬となり、仔を続々出産していた。
生まれた仔のうち、2006年に生産された父キングカメハメハの4番仔は、金子が同年のセレクトセールで落札していた。取引額は、上場された当歳牝馬セッションでその日2番目に高額となる税別1億1200万円だった。金子は、一度手放した牝馬の、仔を買い戻していた。
買い戻した4番仔には「ミスアンコール」という名前が与えられた。ミスアンコールの競走成績は、9戦1勝だった。引退後は繁殖牝馬となり、母ブロードアピールと同様に、ノーザンファームで繋養された。金子は今回ばかりは手放さず、ノーザンファームに諸々を預託する形を取っていた。
繁殖牝馬としてのミスアンコールには、金子の元所有牡馬、かつて競走馬として所有した牡馬で種牡馬となったディープインパクト、クロフネがあてがわれ、金子所有馬同士による交配が繰り返された。初年度の相手はディープインパクト、2年目こそクロフネだったが、3年目から再びディープインパクトだった。
ミスアンコールは、3年目までに3頭の産駒をもたらしていたが、いずれも牝馬だった。そして迎えた4年目、またまたディープインパクトと交配していた。翌2015年2月10日、北海道安平町のノーザンファームにて鹿毛の4番仔、初めての牡馬（後のワグネリアン）が誕生する。

#### 幼駒時代
4番仔にとって祖母にあたるブロードアピール、母にあたるミスアンコールは、いずれも乳が痛むことを嫌い、仔への授乳を怠る傾向にあった。そのため4番仔は、乳母によって育まれた。乳母と対面したのは安平町早来地区、育てられたのは同町の遠浅地区の厩舎だった。4番仔は、幼い頃から高い評価がなされた。早来、遠浅の厩舎長が口を揃えて「きれいな馬、このまま育てたい」と話すほどだった。
当歳夏、2015年8月8日に離乳を果たし、8月29日からは系列のノーザンファームイヤリングにて中間育成となった。中間育成に達しても高い評価がなされており、担当厩舎長によれば「とにかく健康優良児」だったという。さらにおとなしい性格で、何事も1回で理解する頭の良さも兼ね備えていた。走る姿も良好で、懸念が一つあるとすれば小柄なことぐらいだった。

年をまたいで1歳秋、2016年9月にノーザンファーム空港牧場へ移動した。このときイヤリングの担当者は、空港牧場担当者への引き継ぐ際、「ダービー、お願いしますね」と伝えていたという。空港牧場の担当者は、小柄な外見だったために「ディープインパクト産駒では目立つ方ではない」という印象でしかなかった。しかし触れ合ううちに、豊かな前進気勢、祖母ブロードアピール譲りのピッチ走法、強い体幹の持ち主であることを感じ取っていた。再び年をまたいで2歳春、2017年5月中旬に北海道を巣立ち、本州に移動した。

金子真人、金子真人HDの勝負服

ミスアンコールを預託する形にしていた金子は、当然の成り行きで4番仔を所有した。しめて祖母ブロードアピールから三代連続、母ミスアンコール、父ディープインパクトから成る両親である4番仔を金子、もとい金子真人ホールディングスの所有となった。デビューにあたり、4番仔は「ワグネリアン」という競走馬名が授けられた。「ワグネリアン」とは、ドイツの作曲家リヒャルト・ワーグナーのファンを意味していた。
ワグネリアンは、栗東トレーニングセンター所属の友道康夫調教師に託された。友道厩舎では、かつてノーザンファーム空港牧場に従事した過去のある藤本純が担当した。

### 競走馬時代

#### 2歳（2017年）
7月16日、中京競馬場の新馬戦（芝2000メートル）に福永祐一が騎乗し（詳細は#ワグネリアンと福永祐一を参照）、デビューを果たす。本命に推されていたのは、シルバーステートの弟である高額取引馬、同じノーザンファーム生産のヘンリーバローズであり、それに次ぐ2番人気の支持だった。ワグネリアンはスタートから中団、ヘンリーバローズの背後に位置し、マークする形を作る。前半の1000メートル通過が67.0秒というスローペースを追走した後、直線では先に仕掛けて抜け出したヘンリーバローズを目指して大外から追い上げた。しかしヘンリーバローズも追いすがって拮抗状態となる。2頭は、先頭を争っている間に、他を5馬身突き放していた。結局、先頭争いの優劣がつかないままに入線したが、決勝線ではワグネリアンがハナ差抜け出ていた。初出走初勝利を挙げる。ヘンリーバローズとの末脚比べで決した本競走の終いの600メートル（上がり3ハロン）は、前を行くヘンリーバローズ32.8秒に対して、その後方にいたワグネリアンはそれを上回る「32.6秒」を繰り出して、先着を果たしていた。この「32.6秒」は、2016年CBC賞（GIII）にてレッドファルクスが記録した32.7秒を上回るもので、中京競馬場史上最速上がりタイムだった。
この後はノーザンファームしがらきにて放牧に出され、8月17日に栗東に帰厩する。そして9月16日、野路菊ステークス（OP）に臨む。厩舎の先輩である1歳年上の重賞優勝牝馬アドマイヤミヤビと、併せ馬で先着を果たしてからの参戦だった。重馬場という舞台の中、単勝オッズ1.9倍の1番人気に支持される。スローペースの中団を追走したワグネリアンは、9頭立て後方3番手で最終コーナーを通過する。直線では、大外から末脚を繰り出して突き放して独走状態。後方に2馬身半差をつけて入線し、2連勝とする。
続いて11月18日、東京スポーツ杯2歳ステークス（GIII）で重賞並びに関東初参戦となる。7頭立てとなった本レースは、新馬戦勝利から臨む、GI級競走6勝を挙げたモーリスの全弟・ルーカスとの対決に注目が集まった。オッズ一桁台の人気は、ワグネリアンとルーカスのみという一騎打ち状態の中、ワグネリアンが1.4倍の1番人気、ルーカスが3.1倍の2番人気、3番人気以降は14倍からといった具合だった。3枠3番からスタートしたワグネリアンは控えて、ルーカスとともに後方で待機する。前方では複数頭がハナ争いをしたためにハイペースとなり、先行勢とマイペースの後方勢との間は大きく離れていた。直線に差し掛かってまもなく、鈍る先行勢を後方勢が吸収し、勝負は後方勢の末脚比べとなった。ワグネリアンは、大外に持ち出してから末脚を発揮すると、まもなく後方勢のルーカスなどを突き放し、先行勢を差し切る。以後独走し、遅れて追い込んだルーカスに3馬身差をつけて決勝線を通過、デビュー3連勝並びに重賞初勝利となる。無敗の東京スポーツ杯2歳ステークス優勝は、2014年サトノクラウン以来3年ぶりのことだった。また騎乗した福永は、1997年キングヘイロー、2001年アドマイヤマックス、2005年フサイチリシャールに続いて東京スポーツ杯2歳ステークス4勝目であった。

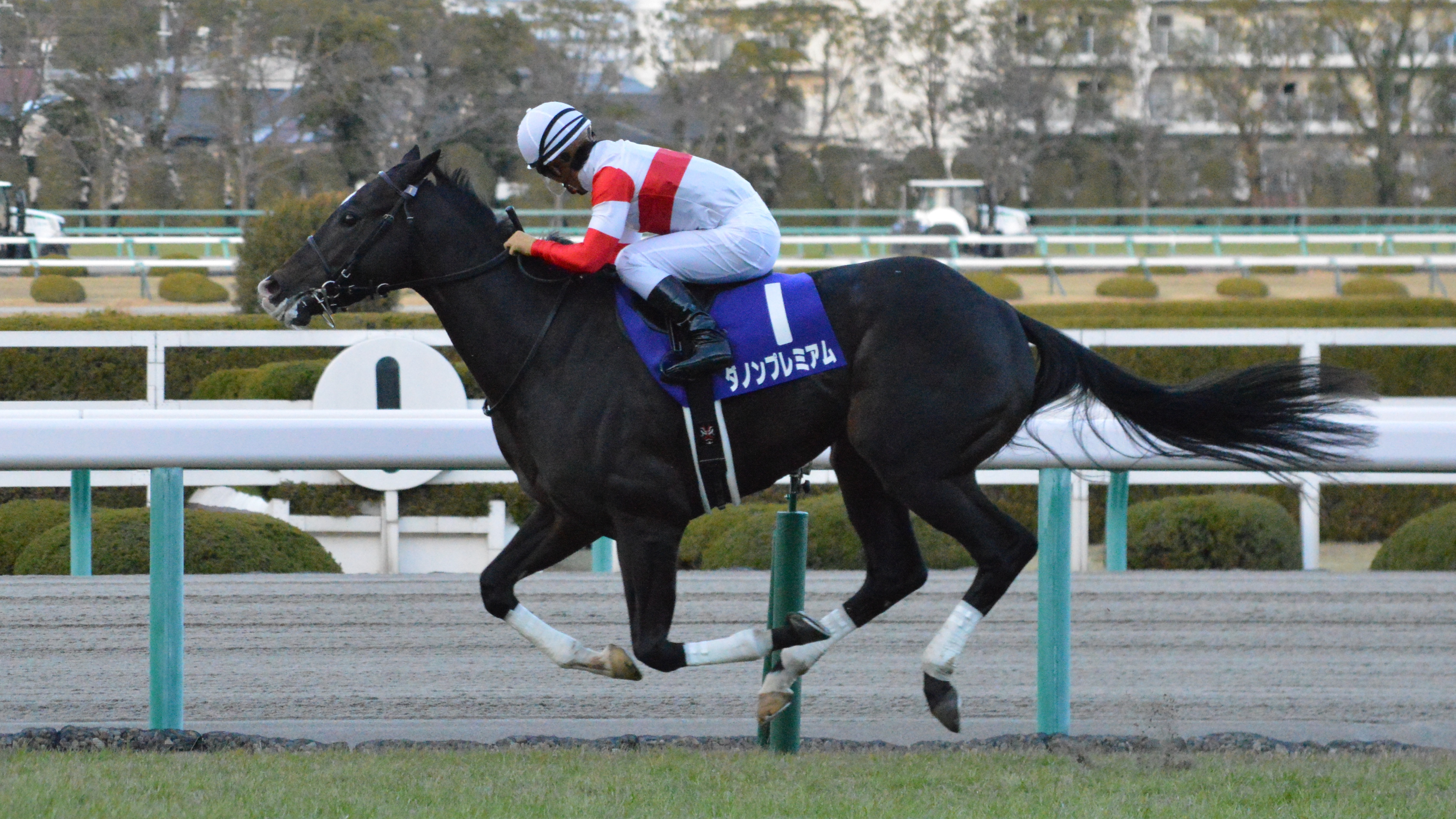
ダノンプレミアム

この後のワグネリアンは、暮れの2歳GI、朝日杯フューチュリティステークス、この年GIに昇格したばかりのホープフルステークスを見送り、福島県のノーザンファーム天栄にて放牧、年内休養となる。参戦しなかった2歳王者決定戦の一つ、朝日杯フューチュリティステークスは、ダノンプレミアムが一杯に追われないままに、3馬身半差をつけて無敗の3連勝で優勝。そしてもう一つホープフルステークスは、タイムフライヤーが1馬身4分の1差をつけて優勝している。JRA賞の最優秀2歳牡馬部門は、阪神3歳ステークスの牝馬限定戦が移行して以降は、ただ一つのGI・朝日杯フューチュリティステークスの優勝馬が自動的に受賞していたが、昇格したホープフルステークスにより、2歳牡馬のJRAGI優勝馬が2頭存在できるようになった。そのため最優秀2歳牡馬部門は、この年から両GI優勝馬の優劣が決める一騎打ちの舞台となっていた。しかしこの年は、余裕の優勝だったダノンプレミアムが全290票中275票を集め、同格のはずのタイムフライヤーを13票に留まらせる大差での受賞となる。なお残り2票のうちの1票は、ワグネリアン。そしてもう1票は、ダートで3戦3勝、全日本2歳優駿（JpnI）を優勝したルヴァンスレーヴであり、1票のこの2頭が3位タイだった。
3戦3勝で2歳シーズンを終えたワグネリアンは、次なる目標をクラシックに据える。まず第1弾・皐月賞を目指し、同じ中山競馬場芝2000メートル、トライアル競走である弥生賞からの始動を宣言する。一方、未だ対戦のなかった最優秀2歳牡馬のダノンプレミアムも弥生賞を始動戦とし、無敗のクラシック有力候補が前哨戦での対決が実現することになった。

#### 3歳（2018年）

##### 2連敗

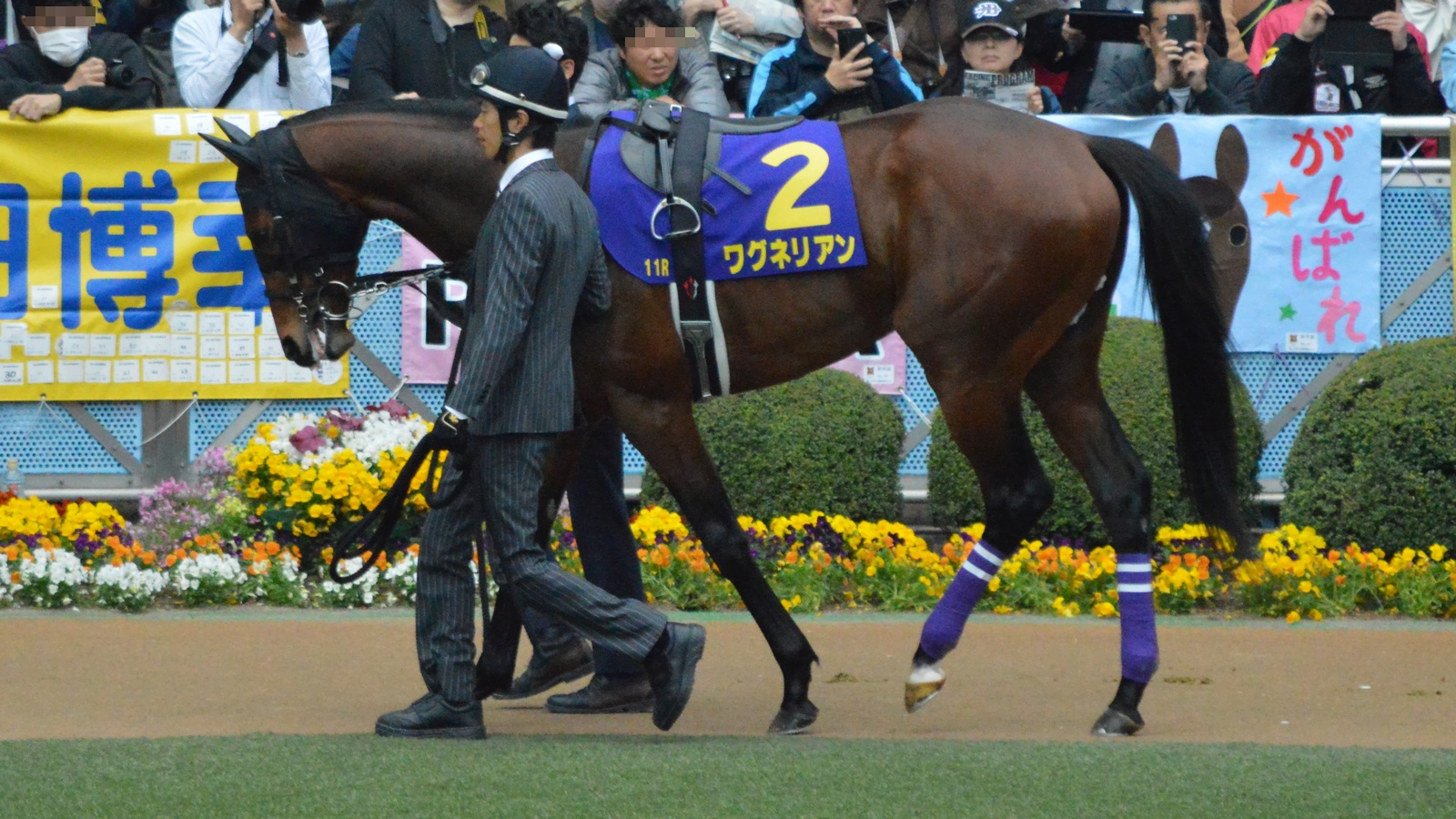
皐月賞

1月26日、放牧先の天栄から栗東に帰厩し、3月4日の弥生賞（GII）で始動する。ダノンプレミアムとの無敗馬同士の対決であるほか、同じく無敗、新馬、500万円以下を連勝したオブセッションが参戦。さらに、ホープフルステークス2着のジャンダルムや4着のサンリヴァル、未出走のヘヴィータンクなどが揃う10頭立てだった。いずれもディープインパクト産駒である無敗の3頭に人気が集まったが、その中でダノンプレミアムが1.8倍の1番人気に支持される。続いて3.6倍の2番人気にワグネリアン、4.7倍の3番人気にオブセッションといった序列だった。それに続くのがジャンダルムであり、8.0倍の4番人気であった。
7枠8番からスタートしたワグネリアンは、中団に待機する。ダノンプレミアムは、大逃げを打つ1頭から離された2番手につけていた。最終コーナーでは、逃げ馬を捉えたダノンプレミアムが進出し、それをワグネリアンが追う形となる。しかし直線は、ダノンプレミアムの優勢が脅かされず、中途で手を緩めるほどの独走状態となり、ワグネリアンは、大逃げサンリヴァルを捉えるのが精一杯の2着。優勝したダノンプレミアムに1馬身半差をつけられ、初めての敗北となる。ただし上がり3ハロンは33.7秒を記録している。この上がりは、グレード制導入以降の弥生賞では2002年2着ローマンエンパイアの33.7秒、2016年1着マカヒキの33.6秒に次ぐ最高級の記録であった。騎乗した福永は、長期休養明けの負荷のかかる調教をしたおかげで、テンションが高ぶってしまっていたと回顧している。
続いて本番の4月15日、クラシック第1弾の皐月賞（GI）に臨む。曇天の中、馬場状態は稍重であった。ダノンプレミアムとの再戦の場と考えられたが、ダノンプレミアムが挫跖のために十分に調教できなかったために回避し、目標をダービーに切り替えていた。無敗の大本命不在の中、代わって1番人気に推されたのが、ワグネリアンだった。テンションが高かった弥生賞の反省を生かし、負荷のかからない調教をこなしたうえでの参戦。オッズは3.5倍だった。主な相手は、朝日杯フューチュリティステークスでダノンプレミアムに次ぐ2着・スプリングステークス優勝から臨むステルヴィオや、新馬戦からすみれステークスを連勝した無敗のキタノコマンドールであり、ステルヴィオが3.7倍の2番人気、キタノコマンドールが6.3倍の3番人気だった。
1枠2番からスタートしたワグネリアンは、中団で待機する。前方では3頭がハイペースの大逃げ、ワグネリアンの属する後方勢はスローペースだった。最終コーナーから直線にかけては、大逃げ3頭が失速し、それを後方勢が吸収する展開となった。後方のワグネリアンは、馬群の大外に持ち出してから追い上げを開始。大逃げ3頭に代わって台頭したエポカドーロを追ったが、全く届かなかった。エポカドーロに0.8秒遅れて入線、大逃げをしたジェネラーレウーノ、ステルヴィオやキタノコマンドールにも先着を許す7着敗退。福永は、大本命ダノンプレミアムが回避して「多少強引な競馬をしても勝てると思ってしまった」ことや「自分の過信」があったことが敗因だと振り返っている。

##### 東京優駿
5月27日、クラシックの最高峰、第2弾の東京優駿（日本ダービー）（GI）に参戦する。皐月賞で初めて連対を外したワグネリアンは、不利とされる外、8枠17番からの発走が嫌われて（詳細は、#苦境からの戴冠を参照。）支持を集められず、自己最低となる単勝オッズ12.5倍の5番人気だった。最も人気を集めたのは、皐月賞を断念したダノンプレミアムであり、ダノンプレミアムは絶好の最内枠を引き当てていた。それに続くのは、稍重馬場やスローペースなど特殊な条件で決した皐月賞上位組ではなく、別路線組だった。2番人気はデビュー3連勝で毎日杯を制したブラストワンピース、3番人気は皐月賞5着で初敗北を喫したキタノコマンドール。上位人気3頭のオッズは、2倍、4倍、8倍で一桁台であり、それぞれ1枠1番、4枠8番、3枠5番だった。一方、皐月賞優勝馬のエポカドーロは、10.5倍の4番人気、6枠12番からの発走だった。翌年5月1日に改元が予告されていたことから「平成最後のダービー」と位置付けられていたが、皐月賞出走していない馬が1番人気、2番人気を占めたのは「平成最初のダービー」の1989年1番人気ロングシンホニー、2番人気マイネルブレーブ（優勝馬:ウィナーズサークル（3番人気）以来29年ぶりだった。
外枠から五分のスタートを切ったワグネリアンは、これまでの中団待機ではなく先行策に出た。ハナを奪って逃げるエポカドーロ、8枠からハナを奪えず2番手に甘んじたジェネラーレウーノ、逃げ馬の背後につけるダノンプレミアムに次ぐ4番手、傍らにコズミックフォース、背後にブラストワンピースを置く好位の外側だった。テンションに不安のあるワグネリアンにとって好位追走は、折り合いを欠いて惨敗する危険性があるリスクのある戦法であり、その通り、2コーナーまでは行きたがる素振りを見せていた。しかし、2コーナーにて傍らのコズミックフォースが前進したため、その背後を得ることができた。前に馬を置くとたちまち落ち着きを取り戻し、好位かつ末脚が期待できるスムーズな追走となる。傍らは代わってブラストワンピースだった。先頭エポカドーロの前半の1000メートルは60.8秒であり、この日にしてはスローペースだった。
ワグネリアンは、最終コーナーにてコズミックフォースの背後を離脱し、その外に持ち出し、コズミックフォースとともにエポカドーロを目指した。その際、傍らで同じようにコズミックフォースの陰から進出を狙うブラストワンピースを封じ込め、相手に余計な行程を課すことに成功する。直線では、後方待機勢の出番はなく、先頭争いは先行勢に絞られ、逃げるエポカドーロを、背後からダノンプレミアムが、外からコズミックフォースとワグネリアンが追い上げるという形だった。ワグネリアンとコズミックフォースは2頭揃って、エポカドーロに並びかける。同じ頃、ダノンプレミアムはエポカドーロの背後から進出を謀ったが、追い上げてきた2頭の関係で進路がなくなり、ブラストワンピース同様に封じ込められ脱落した。残り200メートルで残り3頭となり、まずコズミックフォースが脱落。残り100メートルからは残り2頭、逃げるエポカドーロと迫るワグネリアンの争いとなった。それから福永の右ムチを合図に末脚を発揮したワグネリアンが残り50メートルで差し切りを果たし、半馬身差をつけて決勝線を通過する。（詳細は#苦境からの戴冠を参照）
東京優駿優勝、重賞2勝目を挙げる。騎乗した福永は、19回目の挑戦でダービー戴冠を果たした（詳細は、#"福永家の悲願"を参照）。また友道は、2016年マカヒキ以来となるダービー2勝目。生産したノーザンファームは、史上最多記録となる4連覇並びに9勝目。オーナーの金子は、2004年キングカメハメハ、2005年ディープインパクト、2016年マカヒキに続いて、史上最多記録となる4勝目だった（ノーザンファーム並びに金子の史上最多記録については#ダービー最多優勝記録を参照）。さらに、中京競馬場デビュー馬としては、1980年オペックホース、1991年トウカイテイオー、1992年ミホノブルボンに続いて27年ぶり史上4頭目となるダービー戴冠だった。

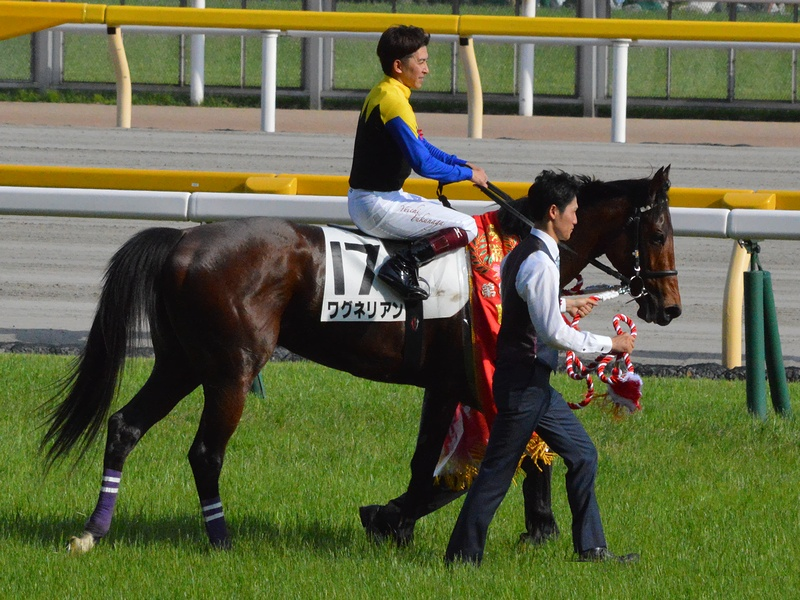
口取り式
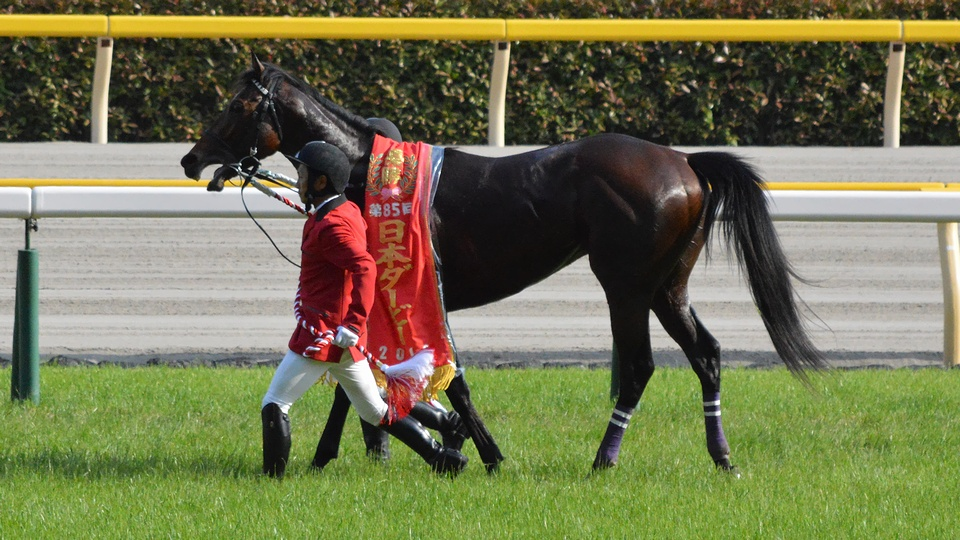
優勝レイ
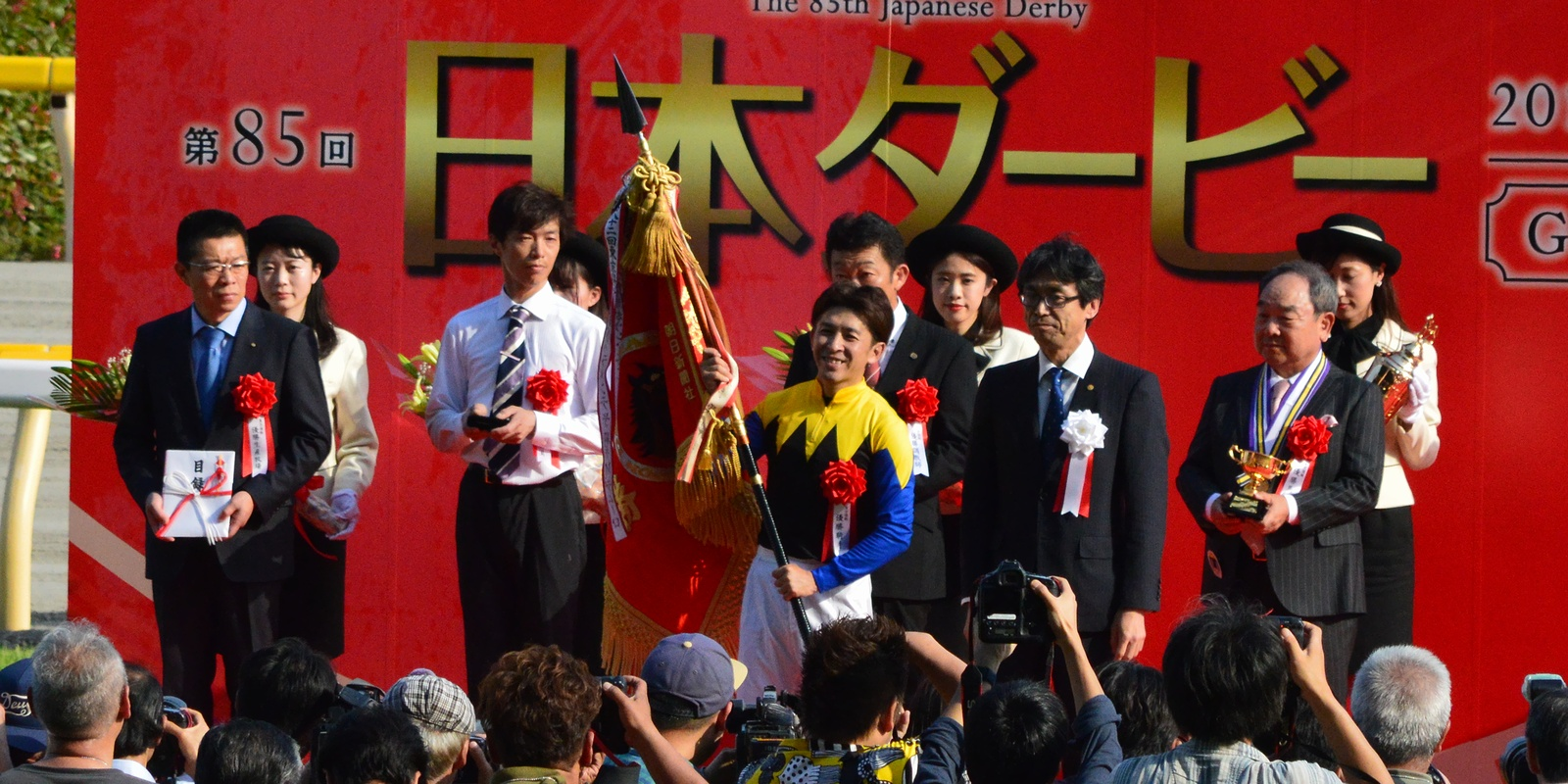
優勝旗を掲げる福永

##### 神戸新聞杯
ダービー翌日にノーザンファーム天栄へ入り、夏休みとなる。秋の目標は、クラシック第3弾の菊花賞以外の「別路線」とし、始動戦は菊花賞のトライアル競走である神戸新聞杯とした。この時、神戸新聞杯以降の目標は定めていなかった。神戸新聞杯の約1か月前である8月22日、栗東に帰厩する。ダービーと同じように神戸新聞杯も、当然主戦騎手の福永が騎乗する予定だったが、福永がその1週間前に落馬し、馬に頭を蹴られてしまう。福永は、その日の騎乗を全うした後に受けた検査の結果、頭蓋骨骨折並びに気脳症の診断だったと広く知れ渡った。それでも福永は神戸新聞杯に騎乗する意向を示していたが、しばらくして騎乗を断念。代わって以前、ワグネリアンに調教に騎乗した経験のある藤岡康太が起用された。
9月23日、藤岡とともに神戸新聞杯（GII）に臨む。菊花賞を目指すエポカドーロも参戦し、2000年のエアシャカール対アグネスフライト以来18年ぶりとなる、皐月賞優勝馬と東京優駿優勝馬の対決が実現した。共にオッズは2.7倍だったが、微差でエポカドーロが1番人気となり、ワグネリアンが2番人気だった。ワグネリアンはスタートから中団を追走する。エポカドーロはスタートで躓き、後方を追走していた。ワグネリアンは外から進出し、直線では逃げるメイショウテッコンなど先行勢を捉えた。残り50メートルで先頭に立ち、メイショウテッコンや大外から追い上げるエタリオウを退けて先頭で入線する。重賞3勝目、藤岡にとってはこれがJRA通算500勝目だった。
菊花賞の優先出走権を得たものの、予定通り見送った。陣営は次なる目標を天皇賞（秋）に定めたが、それから思うように疲労を回復できなかった。出走登録こそしたものの、将来のことを考えて回避し、ノーザンファーム天栄に放牧に出された。その後、戦線復帰することなく年内全休する。この年のJRA賞では、全276票中88票を集めて、最優秀3歳牡馬の次点だった。受賞したのは、有馬記念や毎日杯、新潟記念を優勝、ダービー5着のブラストワンピースだった。

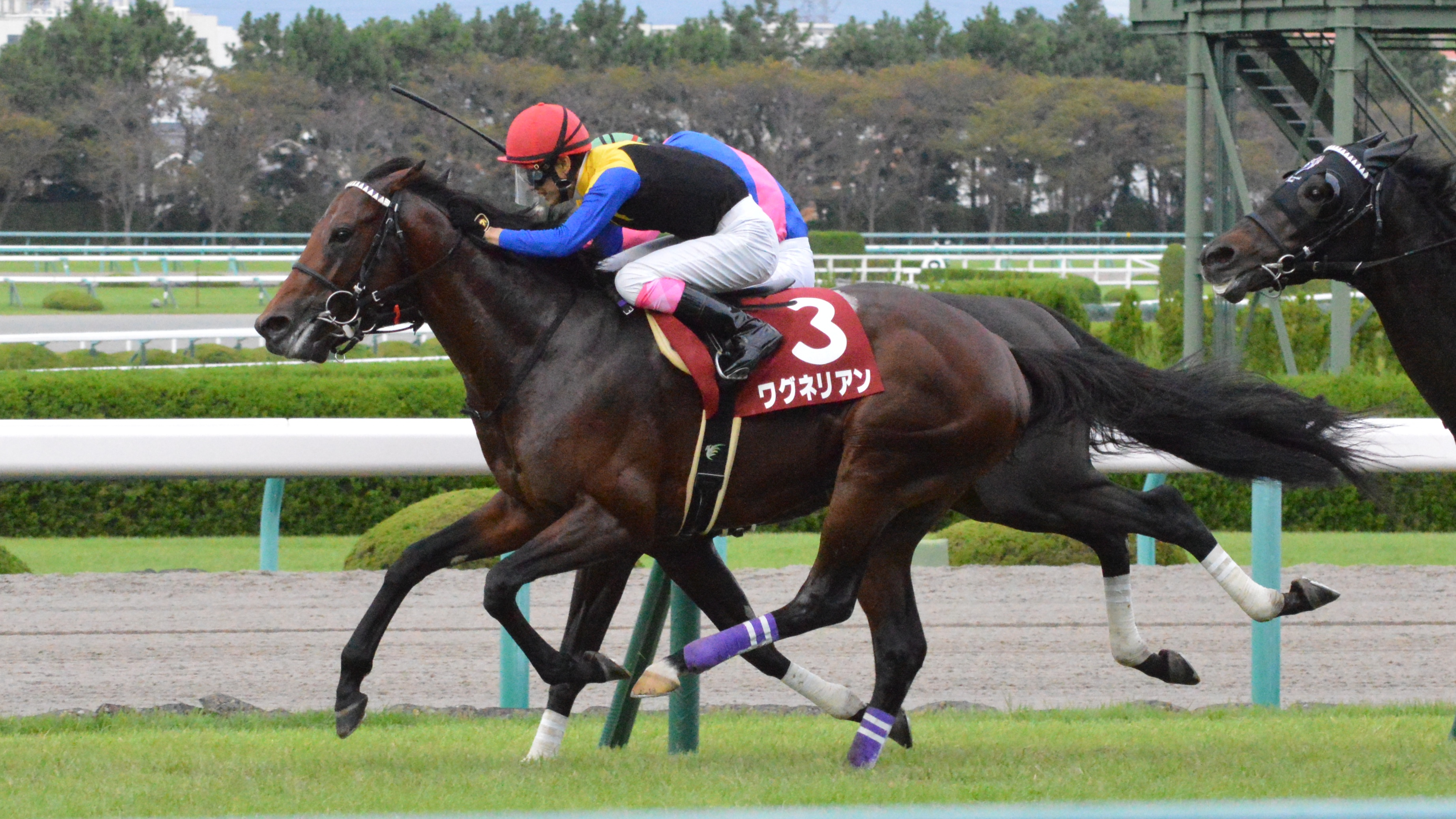
神戸新聞杯
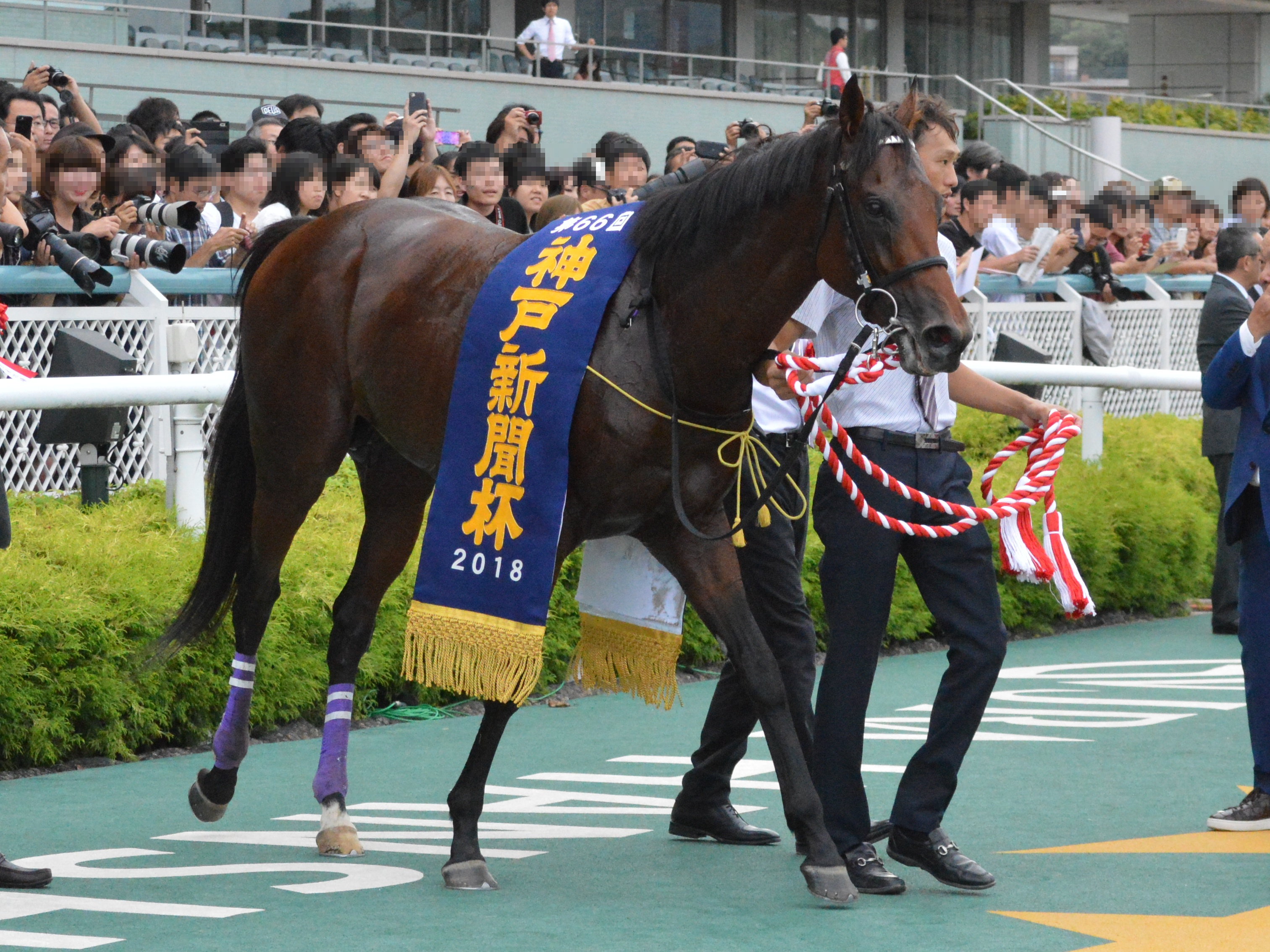
神戸新聞杯
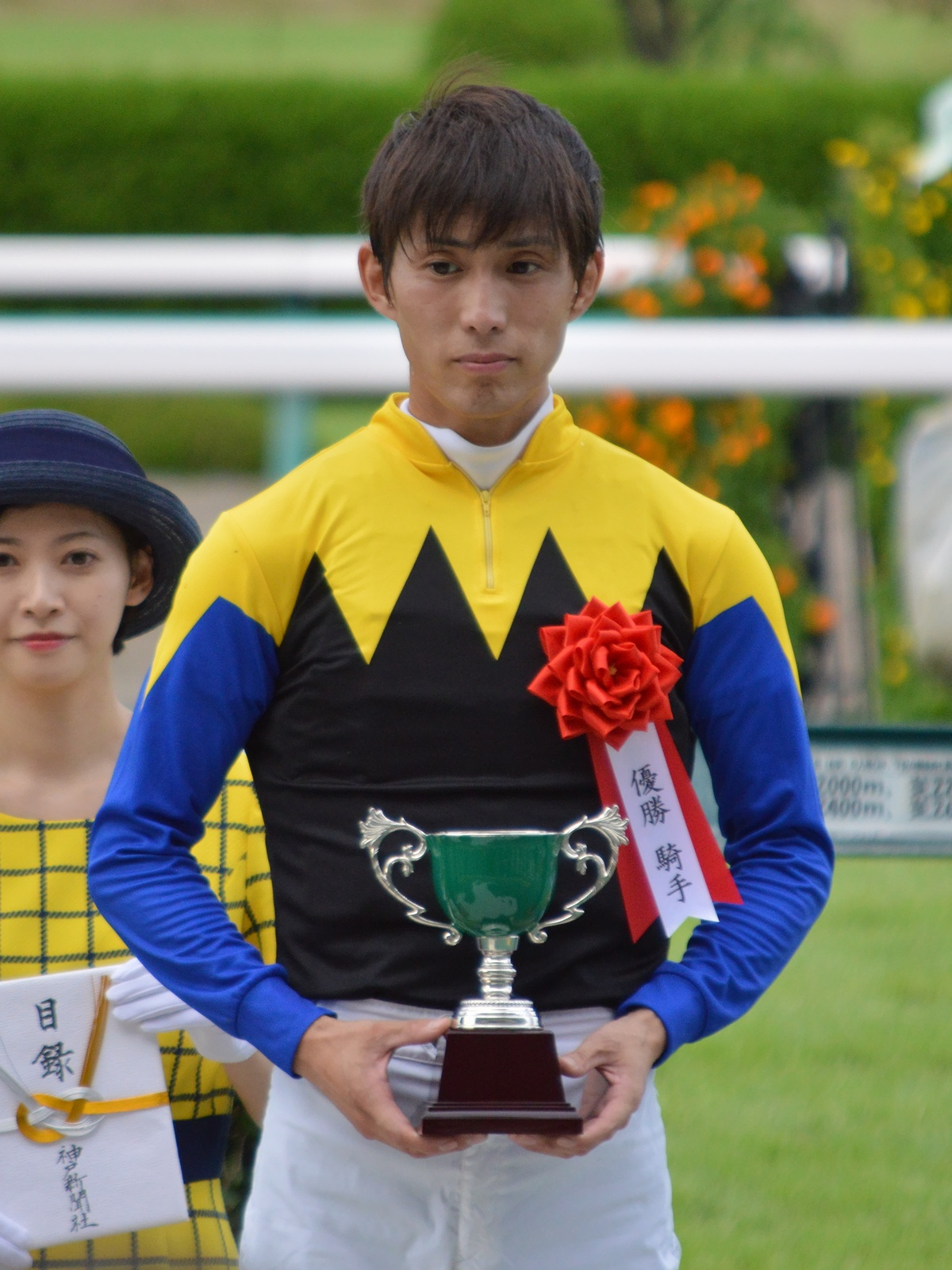
代打騎乗を務めた藤岡康太

#### 4-7歳（2019-2022年）

##### 10連敗
古馬となってから引退までの約3年間、10戦に出走する。そのうち5戦は入着したが、勝利することができなかった。
4歳、2019年の4戦は、いずれも入着していた。GI優勝馬8頭が集結した始動戦の大阪杯（GI）では3着、優勝のアルアインに0.1秒差だった。その後は宝塚記念を見送り、夏の札幌記念（GII）では落鉄しながら4着、優勝のブラストワンピースに0.2秒及ばなかった。それから秋は天皇賞（秋）（GI）に臨み、同期の牝馬三冠達成馬アーモンドアイなど10頭のGI級優勝馬と対決し5着となる。続くジャパンカップ（GI）は、福永が騎乗停止となったため川田将雅に乗り替わる。レイデオロやマカヒキも参戦し三世代のダービー優勝馬の対決が実現した。レイデオロが1番人気であり、ワグネリアンは次ぐ2番人気だった。重馬場のなかスタートし中団待機から直線で追い上げたが、スワーヴリチャードやカレンブーケドールには届かず3着。優勝のスワーヴリチャードに0.3秒及ばなかった。それから暮れの有馬記念は回避し年内全休、ここまでで4連敗だった。
5歳は2戦、大阪杯で始動しラッキーライラックに届かず5着。続く宝塚記念は13着に敗れ、6連敗。その後は、3歳の頃から持病だった喘鳴症（喉鳴り）の治療のために長期離脱となった。この間に喘鳴症の原因となる声帯とのどを除去している。戦線から離れる間に2021年、6歳となり2月の京都記念（GII）で8か月振りに復帰し2番人気5着。これが最後の入着だった。その後、大阪杯はブービー賞12着、夏休みを経て秋は、初のマイル戦である富士ステークス（GII）に臨み6着。続いてジャパンカップは最下位の18着。10連敗だった。

### 死亡
ジャパンカップ18着後、肝臓疾患を患い栗東トレーニングセンター内競走馬診療所・入院馬房に入院する。治療が続いて症状が落ち着いたため、一時放牧にも出たが、すぐに年末に悪化し再入院。年をまたいだ2022年に辛うじて7歳を迎えることができたが、1月5日18時頃に入院馬房において原因不明のまま死亡する。同日付でJRAの競走馬登録を抹消され、競走馬引退となった。亡骸が解剖された結果、死因は、鶏の卵くらいの大きさの胆石が胆管に詰まったことによって引き起こされた多臓器不全だったことが判明する。馬に胆石が見つかるのは極めて稀であり、日本中央競馬会においては初めてだったという。
クラシック最高峰の東京優駿優勝馬が引退することなく、その生涯を終えたのは、1935年ガヴアナー、1940年イエリユウ、1951年トキノミノル、1965年キーストンに続いて史上5頭目であり、平成時代の優勝馬としては史上初めての事例だった。

## 競走成績
以下の内容は、netkeiba.com、JBISサーチの情報に基づく。
| 競走日     | 競馬場 | 競走名       | 格   | 距離（馬場）  | 頭 数 | 枠 番 | 馬 番 | オッズ （人気） | 着順 | タイム （上り3F） | 着差 | 騎手      | 斤量 [kg] | 1着馬（2着馬）       | 馬体重 [kg] |
| ---------- | ------ | ------------ | ---- | ------------- | ----- | ----- | ----- | --------------- | ---- | ----------------- | ---- | --------- | --------- | -------------------- | ----------- |
| 2017.07.16 | 中京   | 2歳新馬      |      | 芝2000m（良） | 10    | 7     | 8     | 004.00（2人）   | 01着 | 02:04.0（32.6）   | -0.0 | 0福永祐一 | 54        | （ヘンリーバローズ） | 450         |
| 0000.09.16 | 阪神   | 野路菊S      | OP   | 芝1800m（重） | 9     | 2     | 2     | 001.90（1人）   | 01着 | R1:9.3（33.0）    | -0.1 | 0福永祐一 | 54        | （ディロス）         | 450         |
| 0000.11.19 | 東京   | 東スポ杯2歳S | GIII | 芝1800m（良） | 7     | 3     | 3     | 001.40（1人）   | 01着 | R1:46.6（34.6）   | -0.5 | 0福永祐一 | 55        | （ルーカス）         | 454         |
| 2018.03.04 | 中山   | 弥生賞       | GII  | 芝2000m（良） | 10    | 7     | 8     | 003.60（2人）   | 02着 | R2:01.2（33.7）   | -0.2 | 0福永祐一 | 56        | ダノンプレミアム     | 450         |
| 0000.04.15 | 中山   | 皐月賞       | GI   | 芝2000m（稍） | 16    | 1     | 2     | 003.50（1人）   | 07着 | R2:01.6（34.3）   | -0.1 | 0福永祐一 | 57        | エポカドーロ         | 452         |
| 0000.05.27 | 東京   | 東京優駿     | GI   | 芝2400m（良） | 18    | 8     | 17    | 012.50（5人）   | 01着 | R2:23.6（34.3）   | -0.1 | 0福永祐一 | 57        | （エポカドーロ）     | 450         |
| 0000.09.23 | 阪神   | 神戸新聞杯   | GII  | 芝2400m（良） | 10    | 3     | 3     | 002.70（2人）   | 01着 | R2:25.6（34.2）   | -0.1 | 0藤岡康太 | 56        | （エタリオウ）       | 460         |
| 2019.03.31 | 阪神   | 大阪杯       | GI   | 芝2000m（良） | 14    | 2     | 2     | 008.20（4人）   | 03着 | R2:01.1（35.1）   | -0.1 | 0福永祐一 | 57        | アルアイン           | 468         |
| 0000.08.18 | 札幌   | 札幌記念     | GII  | 芝2000m（良） | 14    | 7     | 12    | 003.70（2人）   | 04着 | R2:00.3（35.9）   | -0.2 | 0福永祐一 | 57        | ブラストワンピース   | 472         |
| 0000.10.27 | 東京   | 天皇賞（秋） | GI   | 芝2000m（良） | 16    | 7     | 14    | 018.70（4人）   | 05着 | R1:56.8（34.0）   | -0.6 | 0福永祐一 | 58        | アーモンドアイ       | 462         |
| 0000.11.24 | 東京   | ジャパンC    | GI   | 芝2400m（重） | 15    | 2     | 2     | 004.30（2人）   | 03着 | R2:26.2（36.6）   | -0.3 | 0川田将雅 | 57        | スワーヴリチャード   | 458         |
| 2020.04.05 | 阪神   | 大阪杯       | GI   | 芝2000m（良） | 12    | 4     | 4     | 005.20（5人）   | 05着 | R1:58.8（34.0）   | -0.4 | 0福永祐一 | 57        | ラッキーライラック   | 466         |
| 0000.06.28 | 阪神   | 宝塚記念     | GI   | 芝2200m（稍） | 18    | 4     | 7     | 019.80（7人）   | 13着 | R2:16.8（39.6）   | -3.3 | 0川田将雅 | 58        | クロノジェネシス     | 470         |
| 2021.02.14 | 阪神   | 京都記念     | GII  | 芝2200m（良） | 11    | 6     | 7     | 006.40（2人）   | 05着 | R2:11.1（35.1）   | -0.7 | 0武豊     | 57        | ラヴズオンリーユー   | 472         |
| 0000.04.04 | 阪神   | 大阪杯       | GI   | 芝2000m（重） | 13    | 5     | 6     | 049.80（5人）   | 12着 | R2:05.2（39.9）   | -3.6 | 0吉田隼人 | 57        | レイパパレ           | 472         |
| 0000.10.23 | 東京   | 富士S        | GII  | 芝1600m（良） | 17    | 7     | 14    | 009.40（4人）   | 06着 | R1:33.8（34.3）   | -0.6 | 0福永祐一 | 57        | ソングライン         | 466         |
| 0000.11.28 | 東京   | ジャパンC    | GI   | 芝2400m（良） | 18    | 8     | 17    | 094.6（13人）   | 18着 | R2:27.1（36.6）   | -2.4 | 0戸崎圭太 | 57        | コントレイル         | 464         |

## エピソード

### 苦境からの戴冠
東京優駿（日本ダービー）は、毎年、東京競馬場芝2400メートル、初期状態から2段階外側に内ラチが設置されるCコースという条件で挙行される。当日は、主にフェブラリーステークスなどが行われる第1回開催に次ぐ、この年の第2回開催、東京優駿や優駿牝馬（オークス）のトライアル競走、NHKマイルカップやヴィクトリアマイル、優駿牝馬を経た12日目であった。開催が進むにつれて、使用された馬場は内側を中心を傷みが出るものだが、12日目は、Cコースを使用して2日目だった。そのため、馬場の内側はそれほど荒れておらず、12日目でもコースの内側を走る馬が有利とされていた。また、この時期は芝の生育が早いために高速決着となりやすく、外枠の馬が外を回り続けて、直線で内の馬を差し切ることは難しいとされていた。

東京競馬場のコース。2,400mコースは東スタンド前から発走し、1コーナーまで300m程の距離である。

福永は、ダービーに参戦するにあたり、その有利な内枠が得られると勝手に思い込んでいたという。そのため、枠順決定直前の木曜日午前中には、「内で脚をタメて、直線は馬のあいだを縫っていくような……」という内枠ありきの戦法を周囲に披露してしまっていた。しかし同じ日の夕方にスマートフォンで「8枠17番」が与えられたことを知り、この時点で「終わったな」と思ったという。それだけでなく、本命視されたダノンプレミアムが絶好枠、過去10年で5勝の1枠1番に、ブラストワンピースやキタノコマンドールも内枠を得たうえの大外枠。友道も「最悪」「目の前が真っ暗になった」と発言する抽選結果だった。1番人気に推されながら凡走した皐月賞に加え、不利な大外枠が嫌われて、評価は急落。当日は5番人気だった。
福永は、大外枠以外の勝利パターンはいくつか思い描いていたという。しかし大外枠に収まったことで用意したパターンのほぼすべてを捨て去ることになり、「折り合いがつかずに惨敗するリスクを冒しても先行すること」が考えうる唯一の勝利パターンであると結論に行きついていた。レースではスタートからその通りに先行し、一時折り合いを損なう危険があったが、コズミックフォースの背後に収まったことで落ち着きを取り戻すことに成功した。直線では、傾向通り逃げ・先行馬による先頭争いとなったが、正しく折り合って好位を追走、それに加えて世代屈指の末脚を持つワグネリアンがすべて退ける。東京優駿史上4番目に早い高速決着ながら、内枠有利外枠不利の傾向を覆す優勝だった。
85回の歴史の中で、8枠の優勝は、2001年「8枠18番」のジャングルポケット以来17年ぶり。17番の優勝は、1982年バンブーアトラス、1994年ナリタブライアン以来24年ぶり3勝目。3着以内に入っただけでも、2004年ハイアーゲームの3着（優勝馬:キングカメハメハ）以来。また2着は6枠12番のエポカドーロであり、枠番連勝式の「8－6」は、史上初めての組み合わせだった。さらに単勝5番人気馬の優勝は、1967年アサデンコウ以来51年ぶり3勝目。皐月賞で入着を逃した馬の巻き返し優勝は、2009年ロジユニヴァース（皐月賞14着）以来9年ぶり14例目だった。

### 福永祐一のダービー初優勝

#### "福永家の悲願"

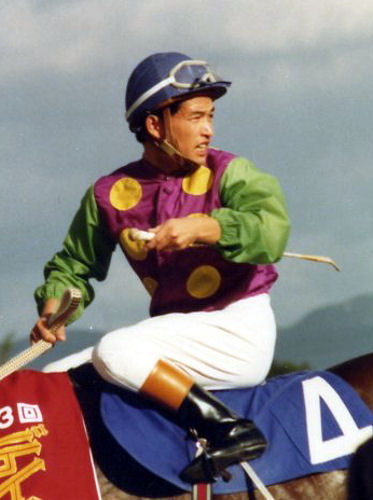
福永洋一

福永祐一の父は、かつて騎手だった福永洋一である。洋一は現役だった1970年代に年間最多勝を複数回獲得し、さらに天皇賞やクラシックを6勝。その騎乗ぶりから「天才」と評されていた。しかし、1979年毎日杯で落馬。30歳で騎手生命を絶たれる大怪我を負い、道半ばで引退を余儀なくされた。洋一は、クラシック三冠競走のうち、皐月賞を1977年にハードバージを、菊花賞を1971年にニホンピロムーテーを優勝に導いていたが、かねてより一番欲しいと周囲に打ち明けていた最高峰・ダービーのタイトルには届かなかった。ダービーには、7回参戦する機会があった。その中には、先述の皐月賞優勝馬ハードバージではなく、先約だったホリノエンジェルに騎乗し15着敗退。代わって武邦彦騎乗のハードバージが、ラッキールーラにクビ差届かず2着となったこともあった。7回のうち勝利に近づいたのは、1978年カンパーリの3着（優勝:サクラショウリ）だった。

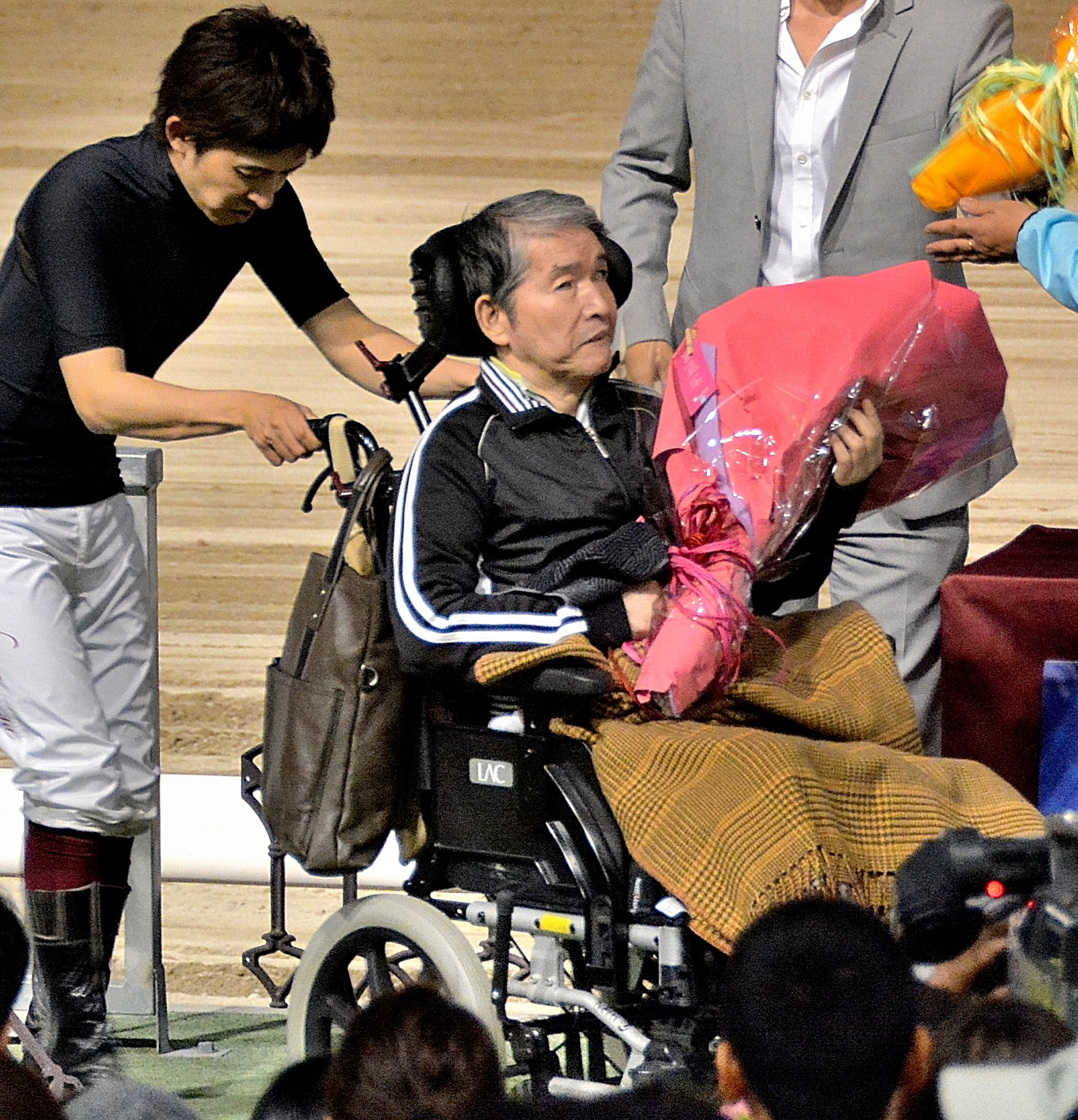
福永父子

洋一の引退から約15年後の1996年に、長男の祐一が騎手としてデビューを果たし、同年のJRA賞最多勝利新人騎手を獲得している。19歳の時には、目標を訊かれて「親父が勝てなかったダービーを勝ちたい」と述べていた。2年目には東京スポーツ杯3歳ステークスでキングヘイローに騎乗しJRA重賞初優勝しスターダムへ。キングヘイローとともにクラシック路線の中心に躍り出て、デビュー3年目の1998年には、ダービー初騎乗を果たしている。相棒のキングヘイローは、スペシャルウィークに次ぐ2番人気の支持となり、祐一にとってはGI初勝利を目指す舞台でもあった。しかし祐一は、緊張のあまりに我を失い、末脚が良いはずのキングヘイローを先行させてしまう。終いで全く抵抗できず14着に敗れていた。ダービーから20年間は、翌1999年にプリモディーネで桜花賞を制してGI初勝利を挙げ、牝馬の三冠競走全制覇。2008年には洋一の勝利数を超え、JRA通算1000勝を挙げる活躍を見せていた。
| 戦 | 年   | 回 | 騎乗馬             | 人気 | 着順 | 1着（2着）馬／鞍上           |
| -- | ---- | -- | ------------------ | ---- | ---- | ---------------------------- |
| 1  | 1998 | 65 | キングヘイロー     | 2    | 14着 | スペシャルウィーク／武豊     |
| 2  | 2000 | 67 | マルカミラー       | 14   | 17着 | アグネスフライト／河内洋     |
| 3  | 2001 | 68 | プレシャスソング   | 8    | 8着  | ジャングルポケット／角田晃一 |
| 4  | 2003 | 70 | エイシンチャンプ   | 5    | 10着 | ネオユニヴァース／M.デムーロ |
| 5  | 2004 | 71 | メイショウムネノリ | 17   | 17着 | キングカメハメハ／安藤勝己   |
| 6  | 2005 | 72 | アドマイヤフジ     | 9    | 4着  | ディープインパクト／武豊     |
| 7  | 2006 | 73 | マルカシェンク     | 5    | 4着  | メイショウサムソン／石橋守   |
| 8  | 2007 | 74 | アサクサキングス   | 14   | 2着  | ウオッカ／四位洋文           |
| 9  | 2008 | 75 | モンテクリスエス   | 10   | 16着 | ディープスカイ／四位洋文     |
| 10 | 2009 | 76 | セイウンワンダー   | 3    | 13着 | ロジユニヴァース／横山典弘   |
| 11 | 2010 | 77 | リルダヴァル       | 8    | 12着 | エイシンフラッシュ／内田博幸 |
| 12 | 2011 | 78 | ユニバーサルバンク | 11   | 10着 | オルフェーヴル／池添謙一     |
| 13 | 2012 | 79 | ワールドエース     | 1    | 4着  | ディープブリランテ／岩田康誠 |
| 14 | 2013 | 80 | エピファネイア     | 3    | 2着  | キズナ／武豊                 |
| 15 | 2014 | 81 | レッドリヴェール   | 4    | 12着 | ワンアンドオンリー／横山典弘 |
| 16 | 2015 | 82 | リアルスティール   | 2    | 4着  | ドゥラメンテ／M.デムーロ     |
| 17 | 2016 | 83 | レインボーライン   | 12   | 8着  | マカヒキ／川田将雅           |
| 18 | 2017 | 84 | カデナ             | 8    | 11着 | レイデオロ／C.ルメール       |
| 19 | 2018 | 85 | ワグネリアン       | 5    | 1着  | （エポカドーロ／戸崎圭太）   |

しかしダービーは、1999年と2002年以外の18回挑戦しても縁がなかった。2003年は、朝日杯フューチュリティステークスを勝利に導いたエイシンチャンプと、重賞戦線に押し上げたネオユニヴァースの二択から、エイシンチャンプを選択し、ダービー10着敗退。この時騎乗しなかったネオユニヴァースがダービー優勝とともに、春のクラシック二冠を達成してしまい、周囲に「オヤジみたいなこと（ハードバージの乗り替わり）をして」と言われたという。2005年のアドマイヤフジではディープインパクトに敗れるも、初入着の4着。2006年のマルカシェンクでは、小倉の新馬戦で自身が騎乗する予定を蹴って新潟の重賞を優先して石橋守の手に渡ったメイショウサムソンに、敗れて4着。2007年のアサクサキングスは、14番人気で逃げ残ったが、牝馬のウオッカに差し切られて2着だった。

それから2009年は、最優秀2歳牡馬で皐月賞3着のセイウンワンダーとテン乗りで臨み、3番人気に支持されるも13着。2012年は、皐月賞2着のワールドエースと臨み、初めて2.5倍の1番人気の支持を集めていたが、ディープブリランテに差し届かず4着。2013年も再び皐月賞2着のエピファネイアと臨み、3番人気の支持。直線で追い上げて抜け出すことができたが、後方外から追い込んだ武騎乗のキズナに差し切られ、半馬身及ばず2着。その後も2014年は、牝馬・桜花賞2着のレッドリヴェールと4番人気12着。2015年は皐月賞2着のリアルスティールと2番人気4着に敗れていた。祐一は、次第にダービーを諦めるようになり、騎手ではなく「調教師になって勝つしかない」とも考えたことがあったという。

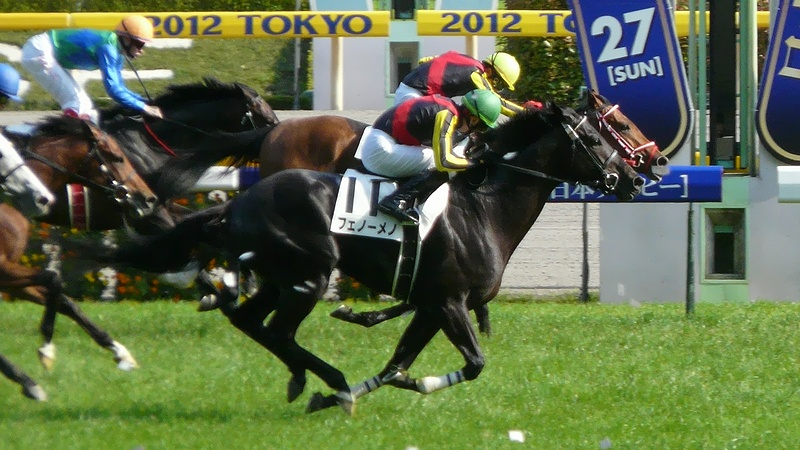
2012年4着ワールドエース（左端青帽）
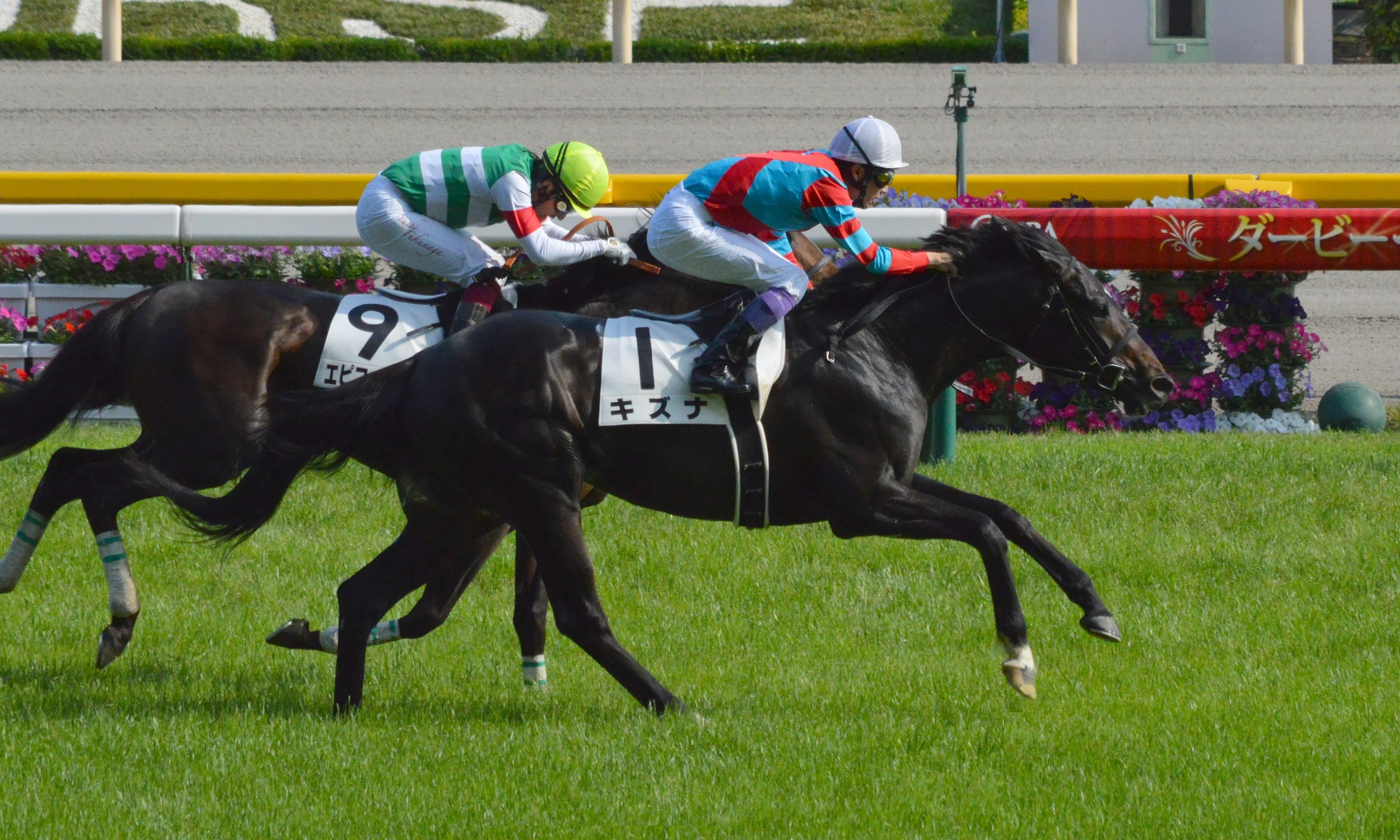
2013年2着エピファネイア（左奥黄帽）

2017年夏、祐一はワグネリアンの新馬戦に騎乗する前日に、キセキに騎乗して500万円以下を優勝し、史上8人目、武豊に次いで史上2番目のスピードでJRA通算2000勝を達成している。その直後の記録達成の催しでは、今後の目標を訊かれ、答えようとした直前に、観客席から「ダービー」の声が飛び「そう、ダービーですね」と発言していた。その翌日にワグネリアンで2001勝目を挙げ、その次のダービーで戴冠を果たしている。

祐一は、ダービーの決勝線を先頭で駆け抜けてから、ウイニングランを行い退場する際のスタンド前で涙を流している。勝利して涙を見せたのは、祐一の師匠・北橋修二調教師の管理馬マルカコマチで1999年京都牝馬特別を優勝して以来2度目のことだった。福永は「人のことで感動したり、心が震えることはあっても、自分の成し遂げたことで感動したのは初めて。涙が出るなんて思ってもなかった。こんな経験は初めて」と振り返っている。
福永がレース後のインタビューで発言したこの一文は、「福永家の悲願」として各所で報じられた。滋賀県の自宅にいた洋一はテレビ観戦で優勝を見届けていたという。ダービー戴冠までに19戦を要したのは、1993年ウイニングチケットで優勝した柴田政人に並ぶ、史上最多記録だった。

#### ワグネリアンと福永祐一

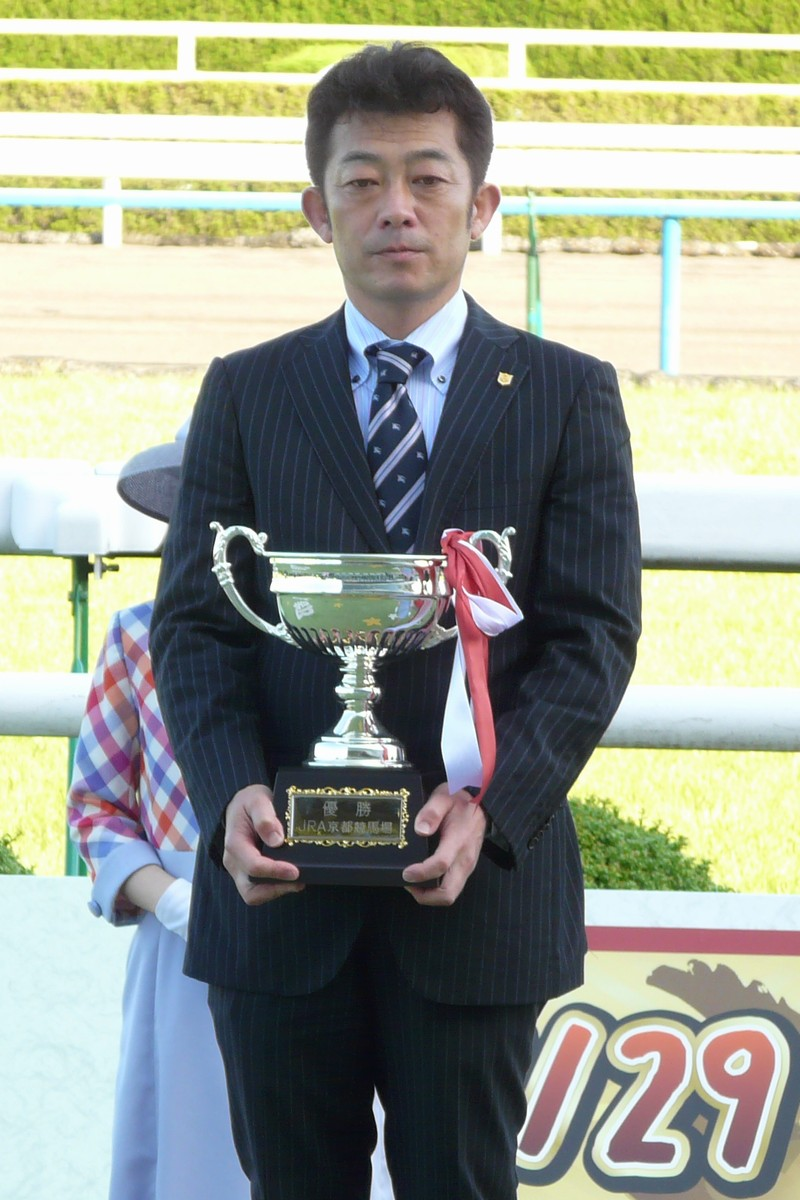
友道康夫

騎手の福永祐一がワグネリアンの鞍上に起用されたのは、調教師の友道康夫の方針によるものだった。友道と福永は、厩舎開業前からの関係であり、友道の重賞初勝利はワンモアチャッターの2005年朝日チャレンジカップだったが、そのワンモアチャッターを導いたのが福永だった。友道は、福永の騎乗について「馬の気持ちを大切にしてくれるし、当たりが柔らかい。新馬戦の騎手として理想的」と評している。そのため7月の中京開催、期待の馬が揃う芝2000メートルの新馬戦には、常に福永を重用していた。友道によれば「どの馬を出走させるかは決まっていないけど中京芝2000の新馬戦は空けておいてね、と頼んでいる（笑）」という関係だった。福永は、同条件の新馬戦を2015年ジュンヴァルカン、2016年トリコロールブルーに騎乗しており、3年連続起用となった2017年に出会ったのが、ワグネリアンだった。友道はレース直後の会見で「福永騎手とは（中略）ダービーへの想いも知っていたのでダービージョッキーにしてあげたいという気持ちがずっとありました。厩舎の力で彼を勝たせようと思った」と語っている。

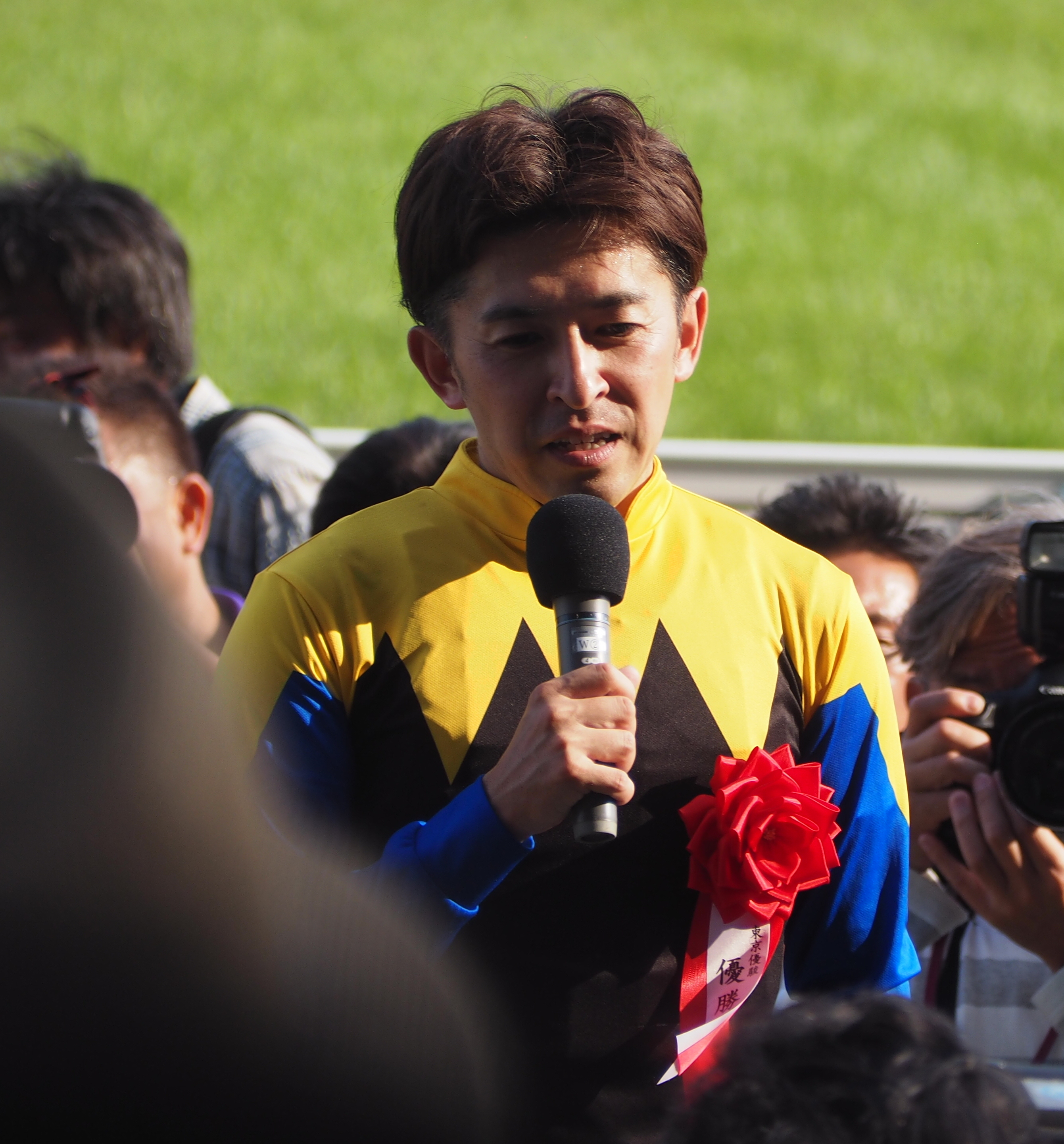
ダービー優勝直後の福永祐一

ワグネリアンで優勝してから2年後の2020年、福永は、ホープフルステークス並びに皐月賞優勝馬で1番人気に支持されたコントレイルでダービー2勝目、さらには三冠にまで導いた。それから翌2021年には、毎日杯優勝馬で4番人気に支持されたシャフリヤールでダービー3勝目を挙げており、福永は武豊、四位洋文に続いて史上3人目のダービー連覇を達成。また4年間でダービー3勝という、史上初めての記録を樹立している。
ワグネリアンは2022年1月に死亡したが、福永はその頃、香港国際競走での落馬負傷しており、療養中だった。しかしその報告を聞いた福永は、東京から栗東に急行し、手を合わせたという。福永は「自分の人生を変えてくれた、特別な思い入れのある馬。ダービー後はワグネリアンに何も返すことができなかったことが心残り」と述べている。

### ダービー最多優勝記録

#### 金子真人

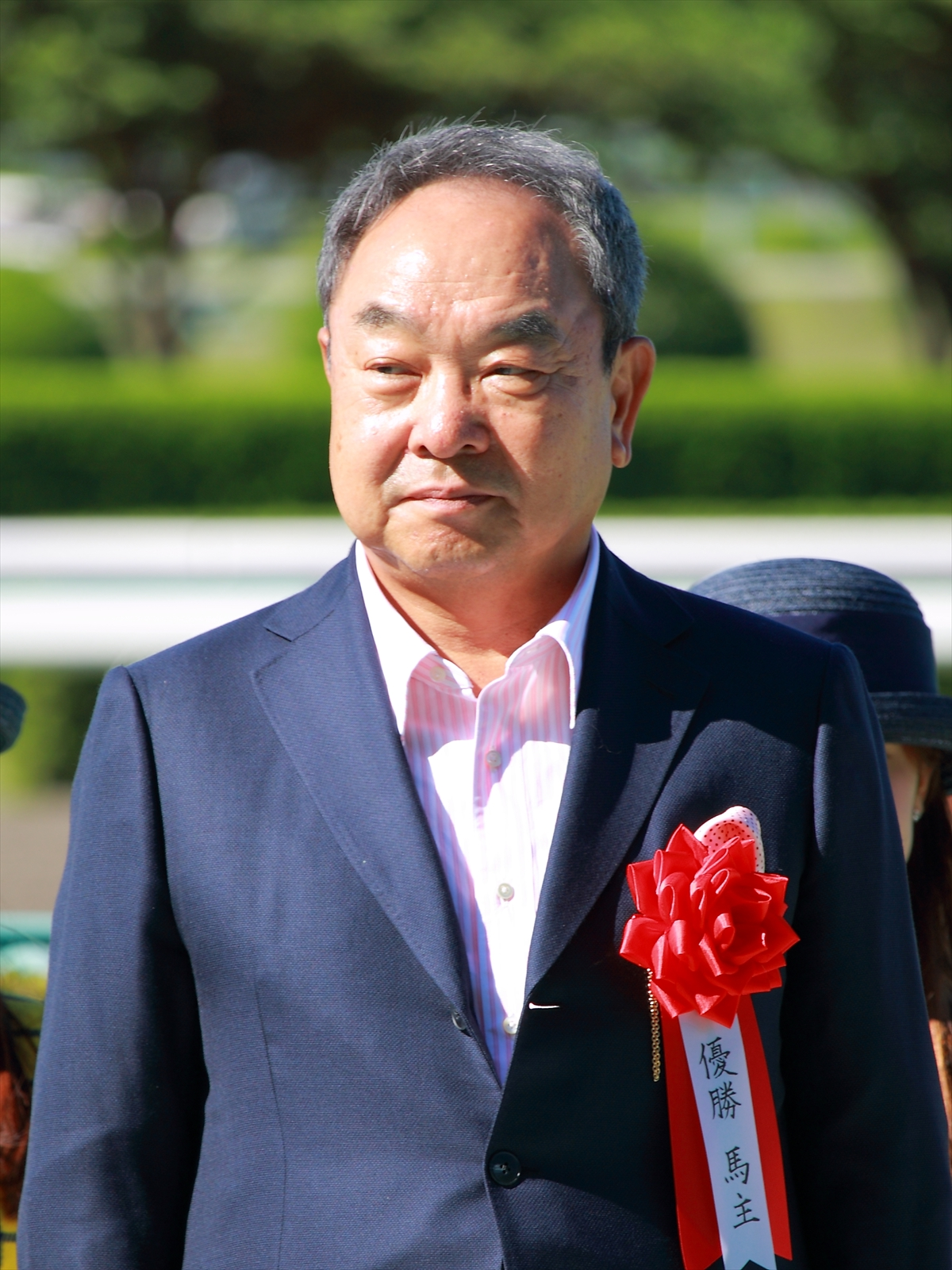
金子真人

株式会社図研代表取締役社長（当時、現在は代表取締役会長）・金子真人ホールディングス代表である金子真人は、初めは個人名義、後に法人名義で競走馬を所有する馬主である。金子真人の名義で所有した馬は、2004年キングカメハメハ、2005年ディープインパクトでダービー連覇を果たしていた。2勝の時点で、1939年クモハタ、1940年セントライトを所有した加藤雄策など7馬主に並ぶ史上最多タイ記録だった。それから金子は、名義を法人に移行して馬主活動を続け、2016年マカヒキで優勝し、個人名義時代と併せてダービー3勝目。2015年に前出の最多勝利記録を更新した有限会社サンデーレーシングと並ぶ、史上最多タイ記録を達成した。それから2018年に、ワグネリアンで優勝し、4勝目。サンデーレーシングを上回り、史上最多勝利単独記録を樹立した。広見直樹によれば「まさに偉業という言葉しか浮かばない大記録」だったという。
1995年に馬主登録をした金子は、1996年に所有馬初勝利、1998年にダービー初出走を遂げていた。その1998年から2018年までに19頭の所有馬を送り込み、4勝を挙げている。2位のサンデーレーシングが29頭で3勝を果たしており、金子の勝率は、同じく広見によれば「驚異と呼んで大袈裟ではない」ものだった。それに加えてワグネリアンは、父がディープインパクト、母がミスアンコール、母父がキングカメハメハ、母母がブロードアピールでありすべて金子の所有馬だった。そのため、金子が所有馬同士を組み合わせて作り上げた「金子血統」「金子ブランド」では初めてのダービー戴冠だった。

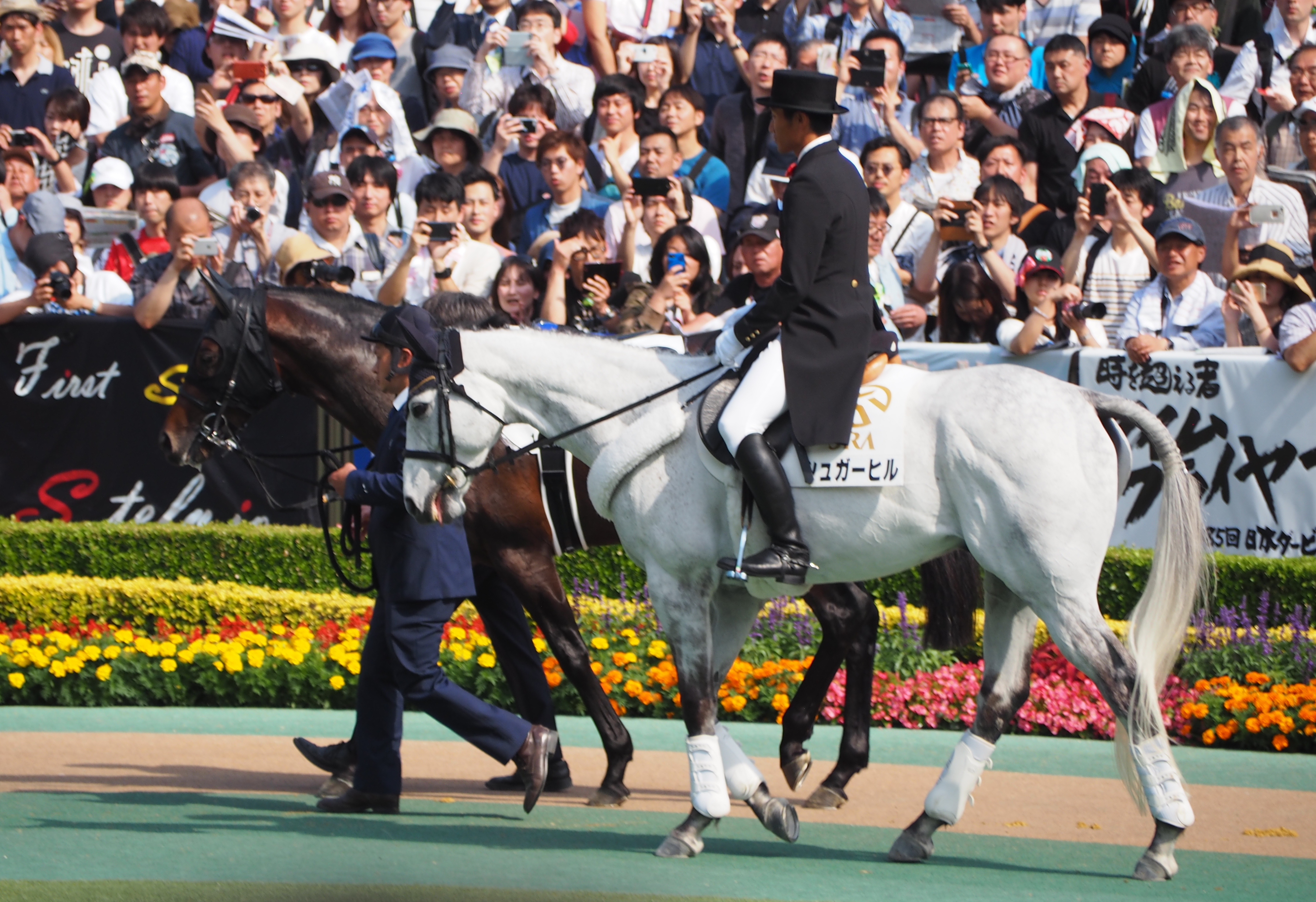
エポカドーロ（奥）とシュガーヒル（手前）

またこの年のダービーの誘導馬を務めたのは、所有馬クロフネの仔、同じく金子が競走馬として所有していたシュガーヒルとアルバリサであった。シュガーヒルは当日、膠着して動かなかった皐月賞優勝馬エポカドーロに寄り添う任務をこなしており、落ち着きを取り戻したエポカドーロは、ワグネリアンに半馬身差に迫る2着となっていた。またアルバリサは、誘導馬の先頭を担っている。
ワグネリアンの死亡した直後、2022年1月15日の日経新春杯（GII）はヨーホーレイクが、1月16日の愛知杯（GIII）はルビーカサブランカが優勝を果たしている。優勝馬は共に、金子の所有馬でありワグネリアンの「弔い星」を挙げたとされた。特にヨーホーレイクは、ワグネリアンと同じ金子と友道のタッグであった。さらに愛知杯は、ルビーカサブランカに続いて、金子所有のマリアエリーナが入線。金子所有馬によるワンツーフィニッシュだった。

#### ノーザンファーム
ノーザンファームは、北海道勇払郡安平町早来にある競走馬生産牧場である。1994年に社台ファームから分割されて創業してから、1999年アドマイヤベガ、2001年ジャングルポケット、2004年キングカメハメハ、2005年ディープインパクト、2009年ロジユニヴァース、2015年ドゥラメンテ、2016年マカヒキ、2017年レイデオロの8頭が東京優駿優勝馬となっていた。そして2018年、9頭出走した生産馬が出走したうちの1頭、ワグネリアンが優勝を果たし、前人未到の9勝目。ドゥラメンテから続いた連覇は、ワグネリアンで以て4連覇に伸び、日本のクラシック競走史上初めてとなる連続優勝記録だった。加えて、入着した上位5頭のうち、2着のエポカドーロ以外の4頭はいずれもノーザンファーム生産馬で占めていた。
この年は、日本ダービーの他にフランスダービーにスタディオブマン、イギリスダービーにサクソンウォリアーという有力なディープインパクト産駒が参戦しており「日仏英ダービー」優勝が期待されていた。このうち、イギリスダービーに参戦するサクソンウォリアーは、ノーザンファームの生産馬であった。サクソンウォリアーは4着に敗れたものの、アイルランド産スタディオブマンは優勝を果たしている。ワグネリアンとスタディオブマンにより、ディープインパクト産駒が「日仏ダービー」を同時にかっさらっていた。

### その他のエピソード
- 担当の持ち乗り調教助手である藤本純は、2017年3月に友道厩舎に移籍してから、最初の担当馬がワグネリアンだった[5][132]。ワグネリアンチームでは、ダービー優勝経験がないのは、藤本と福永しかいなかった[5]。しかし厩舎の先輩には、1993年優勝馬ウイニングチケット（伊藤雄二厩舎）を担当した島明広、2016年優勝馬マカヒキを担当した大江祐輔がおり、ダービー馬の担当だった二人から助言を多分に受けていた[5]。

## 評価

### 国際的評価
| ワールド・ベスト・レースホース・ランキング |       |        |      |      |          |          |          |          |          |         |
| 年度 | 順位  | レート | 部門 | 部門 | コラム別 | コラム別 | コラム別 | コラム別 | コラム別 | 出典    |
| 年度 | 順位  | レート | 距   | 場   | S        | M        | I        | L        | E        | 出典    |
| 2018 | 59位  | 119    | L    | 芝   |          |          |          | 119      |          | [ 133 ] |
| 2019 | 112位 | 117    | IL   | 芝   |          |          | 117      | 117      |          | [ 134 ] |
| 〔注〕距離およびコラムの「SMILE」は、それぞれ下記の距離区分の略号。 - S = Sprint（短距離）: 1000 - 1300 m、北米は1000 - 1599 m - M = Mile（マイル）: 1301 - 1899 m、北米は1600 - 1899 m - I = Intermediate（中距離）: 1900 - 2100 m - L = Long（長距離）: 2101 - 2700 m - E = Extended（超長距離）: 2701 m - |       |        |      |      |          |          |          |          |          |         |

### 日本国内での評価
| JPNサラブレッドランキング |       |      |      |                    |                      |          |          |          |          |          |         |
| 年度                      | 部門  | 部門 | 順位 | レート ポンド (lb) | キログラム 換算 (kg) | コラム別 | コラム別 | コラム別 | コラム別 | コラム別 | 出典    |
| 年度                      | 齢    | 場   | 順位 | レート ポンド (lb) | キログラム 換算 (kg) | S        | M        | I        | L        | E        | 出典    |
| 2017                      | 2歳   | 芝   | 3位  | 112                | 50.5                 |          |          |          |          |          | [ 135 ] |
| 2018                      | 3歳   | 芝   | 3位  | 119                | 54.0                 |          |          |          | 119      |          | [ 136 ] |
| 2019                      | 4歳上 | 芝   | 16位 | 117                | 53.0                 |          |          | 117      | 117      |          | [ 137 ] |
| 2020                      | 4歳上 | 芝   | 27位 | 114                | 51.5                 |          |          | 114      |          |          | [ 138 ] |

## 血統表
| ワグネリアンの血統                | ワグネリアンの血統                                       | ワグネリアンの血統  | （血統表の出典）    | （血統表の出典）  |
| 父系                              | ヘイロー系                                               | ヘイロー系          | ヘイロー系          | [ § 2 ]           |
| 父 ディープインパクト 2002年 鹿毛 | 父の父*サンデーサイレンス Sunday Silence 1986年 青鹿毛   | Halo                | Hail to Reason      | Hail to Reason    |
| 父 ディープインパクト 2002年 鹿毛 | 父の父*サンデーサイレンス Sunday Silence 1986年 青鹿毛   | Halo                | Cosmah              |                   |
| 父 ディープインパクト 2002年 鹿毛 | 父の父*サンデーサイレンス Sunday Silence 1986年 青鹿毛   | Wishing Well        | Understanding       | Understanding     |
| 父 ディープインパクト 2002年 鹿毛 | 父の父*サンデーサイレンス Sunday Silence 1986年 青鹿毛   | Wishing Well        | Mountain Flower     |                   |
| 父 ディープインパクト 2002年 鹿毛 | 父の母*ウインドインハーヘア Wind in Her Hair 1991年 鹿毛 | Alzao               | Lyphard             | Lyphard           |
| 父 ディープインパクト 2002年 鹿毛 | 父の母*ウインドインハーヘア Wind in Her Hair 1991年 鹿毛 | Alzao               | Lady Rebecca        |                   |
| 父 ディープインパクト 2002年 鹿毛 | 父の母*ウインドインハーヘア Wind in Her Hair 1991年 鹿毛 | Burghclere          | Busted              | Busted            |
| 父 ディープインパクト 2002年 鹿毛 | 父の母*ウインドインハーヘア Wind in Her Hair 1991年 鹿毛 | Burghclere          | Highclere           |                   |
| 母 ミスアンコール 2006年 鹿毛     | 母の父キングカメハメハ 2001年 鹿毛                       | Kingmambo           | Mr. Prospector      | Mr. Prospector    |
| 母 ミスアンコール 2006年 鹿毛     | 母の父キングカメハメハ 2001年 鹿毛                       | Kingmambo           | Miesque             |                   |
| 母 ミスアンコール 2006年 鹿毛     | 母の父キングカメハメハ 2001年 鹿毛                       | *マンファス         | *ラストタイクーン   | *ラストタイクーン |
| 母 ミスアンコール 2006年 鹿毛     | 母の父キングカメハメハ 2001年 鹿毛                       | *マンファス         | Pilot Bird          |                   |
| 母 ミスアンコール 2006年 鹿毛     | 母の母*ブロードアピール 1994年 黒鹿毛                    | Broad Brush         | Ack Ack             | Ack Ack           |
| 母 ミスアンコール 2006年 鹿毛     | 母の母*ブロードアピール 1994年 黒鹿毛                    | Broad Brush         | Hay Patcher         |                   |
| 母 ミスアンコール 2006年 鹿毛     | 母の母*ブロードアピール 1994年 黒鹿毛                    | Valid Allure        | Valid Appeal        | Valid Appeal      |
| 母 ミスアンコール 2006年 鹿毛     | 母の母*ブロードアピール 1994年 黒鹿毛                    | Valid Allure        | Alluring Girl       |                   |
| 母系(F-No.)                       | 4号族(FN:4-r)                                            | 4号族(FN:4-r)       | 4号族(FN:4-r)       | [ § 3 ]           |
| 5代内の近親交配                   | 5代内アウトブリード                                      | 5代内アウトブリード | 5代内アウトブリード | [ § 4 ]           |
| 出典                              | 1. 2. 3. 4.                                              | 1. 2. 3. 4.         | 1. 2. 3. 4.         | 1. 2. 3. 4.       |

- 表中のアステリスク（*）は、海外で生産された後に日本に輸入された馬を示す。
- 全姉テンダリーヴォイスの産駒に小倉記念を勝ったマリアエレーナがいる。